# Lake County (Minnesota)
Lake County is een county in de Amerikaanse staat Minnesota.
De county heeft een landoppervlakte van 5.437 km² en telt 11.058 inwoners (volkstelling 2000). De hoofdplaats is Two Harbors.

## Bevolkingsontwikkeling

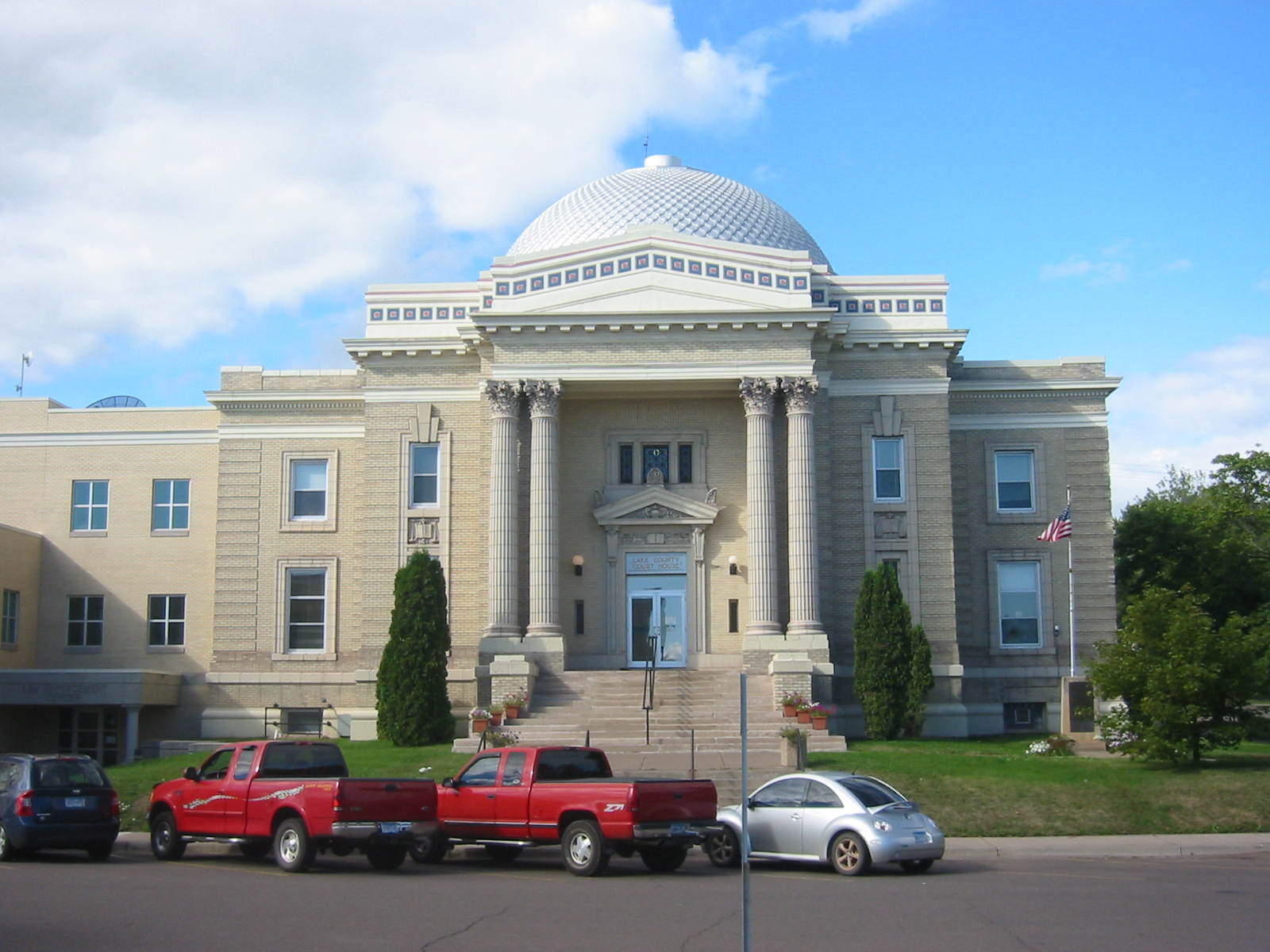
Lake County Courthouse